# Waterige oplossing
Een waterige oplossing is een oplossing waarbij water het oplosmiddel is. Water is in de natuur verreweg het meest voorkomende oplosmiddel.
De aanduiding (aq) achter de molecuulformule van een stof geeft aan dat deeltjes van die stof zich in waterige oplossing bevinden: de stof komt gehydrateerd voor. De aanduiding is een afkorting van het Latijnse woord aqua (water). Vooral in die gevallen waarin naar de exacte energie-balans van reacties gekeken wordt, is het belangrijk aan te geven in welke toestand een product of reactant van de reactie voorkomt. Als een bepaalde stof in waterige oplossing voorkomt, wil dat bijvoorbeeld zeggen dat de hydratatie-enthalpie van de stof is vrijgekomen.

## Oplosbaarheid in water

### Algemeen concept
Of een stof goed oplosbaar is in water hangt af van hoe goed de stof in staat is de sterke aantrekkingskracht tussen de watermoleculen (sterke dipoolmoleculen) onderling te doorbreken. Vooral de verbreking van de sterke waterstofbruggen vereist veel energie. Daarnaast spelen de elektrische eigenschappen van de op te lossen moleculen een belangrijke rol. Op microscopisch niveau zijn het dipoolmoment en de polariseerbaarheid een doorslaggevende factor voor de oplosbaarheid. Moleculen met een groot netto dipoolmoment, zoals waterstofchloride, ammoniak, dichloormethaan en methanol, kunnen vlot inter-ageren met de watermoleculen, zodat stabiele interacties ontstaan. Door deze interactie wordt de elektrostatische potentiële energie van het opgeloste deeltje verlaagd: het zogenaamde solvatatie-effect  (ook: hydratatie-effect).
Ionen zijn meestal goed oplosbaar in water omdat zij formele ladingen dragen, maar er zijn uitzonderingen. Een zout dat niet in water oplost zal in waterige oplossing neerslaan. Voor niet-zouten hangt de oplosbaarheid vaak af van de aanwezigheid van voldoende polaire groepen in de structuur. Zo lossen koolwaterstoffen slecht op in water, terwijl suikers of alcoholen en carbonzuren met korte koolstofketens goed oplossen in, of mengbaar zijn met, water.
Stoffen die niet goed oplossen in water worden hydrofoob genoemd, stoffen die goed oplossen hydrofiel. Een voorbeeld van een hydrofiele stof is natriumchloride (keukenzout). Zuren en basen worden vaak als waterige oplossing in de handel gebracht. In de chemie wordt er onderscheid gemaakt tussen de waterige oplossing van een stof en het zuur of de base zelf. Zo wordt de zure waterige oplossing van waterstofchloride aangeduid als 'zoutzuur', de zure waterige oplossing van kooldioxide als 'koolzuur', de basische waterige oplossing van ammoniak als 'ammonia'.

### Solvatatieschil

De primaire solvatatieschil van een natrium-ion dat is opgelost in water.

De structuur van gesolvateerde ionen is relatief complex. De oplosmiddelmoleculen het dichtst rond het ion vormen de primaire solvatatieschil. Ten gevolge van de kleine afstand zijn de ion-dipoolinteracties in deze schil sterk en is de omringing stabiel: ze wordt niet beïnvloed door de thermische beweging van ionen. Tijdens de verplaatsing van het ion beweegt de primaire schil mee. De straal van dit gesolvateerd ion wordt de Stokes-straal genoemd. In de secundaire solvatatieschil zijn de interacties zwakker. De verstoring van de oplosmiddelstructuur wordt kleiner met toenemende afstand van het ion en stijgende temperatuur. Solvatatie gaat dus gepaard met een substantiële herrangschikking van de solventstructuur: de primaire structuur wordt doorbroken op de plaats waar het ion is gelokaliseerd en de moleculen worden geheroriënteerd binnen een bepaald volume rond het ion.
Algemeen zal rond elk type ion een verschillend aantal watermoleculen aanwezig zijn: dit getal wordt het hydratatiegetal genoemd. De waarde ervan varieert tussen 0 en 15. In het algemeen neemt het hydratatiegetal toe met afnemende straal van het niet-gesolvateerde ion (vergelijk Na+ met een hydratatiegetal van ongeveer 7 en Cs+ met een hydratatiegetal van 1 à 2), met als gevolg dat de (effectieve) afmetingen van verschillende gehydrateerde ionen ongeveer gelijk zijn. Meestal is het solvatatiegetal van kationen (die relatief klein zijn) groter dan deze van anionen. Voor grote kationen (bijvoorbeeld quaternaire ammoniumionen) is het hydratatiegetal nul.

### Oplosbaarheid van zouten in water
Over het algemeen geldt:
- Stoffen opgebouwd uit natrium- (Na+), kalium- (K+) en ammoniumionen (NH4+) zijn goed oplosbaar in water.
- Nitraten (NO3−), acetaten (CH3COO−) en chloraten (ClO3−) zijn goed oplosbaar in water.
- De meeste chloriden (Cl−) en sulfaten (SO42−) zijn oplosbaar in water. Uitzonderingen zijn zilverchloride, thallium(I)chloride, lood(II)chloride, kwik(I)chloride, calciumsulfaat, strontiumsulfaat, bariumsulfaat en lood(II)sulfaat.
- De meeste carbonaten (CO32−), fosfaten (PO43−), sulfiden (S2−), hydroxiden (OH−), chromaten en dichromaten zijn niet oplosbaar in water. Uitzonderingen zijn lithiumhydroxide, natriumhydroxide, kaliumhydroxide, natriumfosfaat, natriumcarbonaat, natriumwaterstoffosfaat, natriumdiwaterstoffosfaat, natriumsulfide, strontiumsulfide, kaliumcarbonaat, natriumchromaat, natriumdichromaat, kaliumchromaat, kaliumdichromaat en ammoniumdichromaat.[1] Ammoniumchromaat is enkel oplosbaar in koud water.

## Voorbeelden
Onderstaande tabel geeft enkele aanduidingen van opgeloste stoffen en de triviale namen van de overeenkomstige oplossingen:
| Opgeloste stof    | Triviale naam      |
| ----------------- | ------------------ |
| ammoniak          | ammonia            |
| bariumhydroxide   | barietwater        |
| calciumhydroxide  | kalkwater          |
| dibroom           | broomwater         |
| dichloor          | chloorwater        |
| kaliumhydroxide   | kaliloog           |
| natriumhydroxide  | natronloog         |
| waterstofbromide  | broomwaterstofzuur |
| waterstofchloride | zoutzuur           |
| waterstoffluoride | vloeizuur          |